# Camp Municipal de Beisbol de Viladecans
Das Camp Municipal de Beisbol de Viladecans ist ein Baseballstadion in der spanischen Stadt Viladecans.

## Geschichte
Als Barcelona 1986 den Zuschlag zur Ausrichtung der Olympischen Sommerspiele 1992 erhielt, wurde in Viladecans ein Baseballstadion errichtet. Das Stadion wurde 1989 eröffnet und war während den Olympischen Spielen neben dem L'Hospitalet de Llobregat Baseballstadion eines der zwei olympischen Baseballstadien. Inzwischen ist das Stadion die Heimspielstätte des CB Viladecans.